# Mueveloreina
Mueveloreina es un duo musical que mescla ritmes llatins i electrònica, establert a Barcelona i format per Karma Cereza, a la veu, i Joaco J. Fox, a la producció. Els seus videoclips tenen una estètica festiva i elaborada que tendeix al kitsch.
El seu primer senzill, «Cheapqueen», van publicar-lo el 2016. El videoclip de la cançó «Huesos» van gravar-lo a Islàndia durant la seva participació al festival Iceland Airwaves.

## Discografia
- Carne (Helsinkipro, 2020)[4]
- Megamix 2020 (EP, Helsinkipro, 2020)[5]